# 산방연대
산방연대(山房煙臺)는 대한민국 제주특별자치도 서귀포시 안덕면 사계리에 있는 연대이다. 1996년 7월 18일 제주특별자치도의 기념물 제23-21호로 지정되었다.

## 개요
연대는 횃불과 연기를 이용하여 정치·군사적으로 급한 소식을 전하던 통신수단을 말한다. 봉수대와는 기능면에서 차이가 없으나 연대는 주로 구릉이나 해변지역에 설치되었고 봉수대는 산 정상에 설치하여 낮에는 연기로 밤에는 횃불을 피워 신호를 보냈다.
산방 연대는 사계리 산방산 앞 도로변에 인접한 해안의 언덕 위에 자리하고 있으며, 이곳은 ‘연디동산’이라고도 불린다. 조선 세종 19년(1437) 왜구의 침입에 대비하여 쌓은 것으로 추정되는데, 1950년 한국전쟁을 거치면서 없어졌다. 현재는 연대의 주춧돌로 보이는 돌들만이 남아 있다.
이 연대에는 대정현 소속의 별장 6명, 봉군 12명이 배치되어 한 달에 5일씩 6교대로 24시간동안 해안선을 지켰다고 하며, 동쪽으로 당포 연대, 서쪽으로 무수 연대와 서로 연락을 주고 받았다.

## 참고 문헌
- 산방연대 - 국가유산청 국가유산포털